# لاله واژگون حنایی
لالهٔ واژگون حنایی یا گل سرنگون حنایی (نام علمی: Fritillaria reuteri) یکی از گونه‌های لاله واژگون است. ارتفاع آن در حدود ۲۰ تا ۳۰ سانتیمتر است و گل‌های واژگون آن ۲ و نیم تا ۳ سانتیمتر طول دارند و به صورت منفرد یا زوج ظاهر می‌گردند. ترکیب رنگ‌های قهوه‌ای مایل به قرمز و زرد گل‌های این‌گونه خیلی جالب و نامعمول است. برخی مواقع گل‌ها رنگ قهوه‌ای قرمز خود را از دست داده و به رنگ زرد متمایل به سبز در می‌آید. این‌گونه تنها در ایران و در یک ناحیهٔ کوچک در شرق کوه‌های زاگرس در غرب اصفهان و در چمنزارهای مرطوب می‌روید. ممکن است هزاران بوته از آن در چمنزارهای مرطوب بروید. زمان گلدهی در ماه اردیبهشت است.